# Cristina Bontaș
Cristina Bontaș (Szárazpatak, 1973. december 5. –) világbajnok, olimpiai és Európa-bajnoki ezüstérmes román tornász, edző.
Egyike azon román tornászoknak, akik tökéletesen végrehajtott gyakorlatukra megkapták a maximális 10-es pontszámot.

## Életpályája
Hétéves korában kezdett tornázni az Onești Iskolai Sportklubban, ahol edzői előbb Nadia Comăneci, majd Dorin és Mihai Sandulescu voltak. Dévára a román válogatottba kerülve pedig Adrian Goreac, Ioan Pop, Octavian Bellu és Leana Sima edzették. 1982–1989 között volt a román olimpiai válogatott tagja. Kedvenc szerei a gerenda és a talaj voltak.

### Juniorként
1986-ban a Cottbus Internationalon gerendán volt első helyezett
Az 1987-es Nemzetközi Juniorbajnokságon ugrásban és talajon első, egyéni összetettben és felemás korláton második helyezést ért el.
Az 1988-as Junior Európa-bajnokságon egyéni összetettben bronzérmet szerzett, talajon hetedik helyezett lett.

### Felnőttként

#### Országos eredmények
A Román Bajnokságon 1990-ben egyéni összetettben és gerendán is megszerezte a bajnoki címet, ugrásban és talajon ezüstérmes volt. 1991-ben gerendán és talajon, 1992-ben pedig talajon volt bajnok, továbbá egyéni összetettben és gerendán ezüst-, felemás korláton pedig bronzérmes volt.

#### Nemzetközi eredmények
A japán Chunichi Kupán egyéni összetettben 1989-ben és 1991-ben harmadik, 1992-ben második helyezett volt.
Az 1990-es brüsszeli Világkupán gerendán harmadik, egyéni összetettben hatodik, ugrásban, felemás korláton és talajon hetedik helyen végzett.
Egyéni összetettben az 1990-es Nagy-Britannia-Románia kétoldalú találkozón a harmadik, a Csehszlovákia-Románia találkozón második helyen végzett. 1991-ben a Fehéroroszország-Franciaország-Románia-Szovjetunió és a Németország-Románia közti találkozón első, az Olaszország-Románián második, az Egyesült Államok-Románia találkozón hetedik helyet ért el. 1992-ben a Németország-Románián első, a Magyarország-Románián harmadik helyezett volt.
Románia Nemzetközi Bajnokságán 1991-ben gerendán és talajon nyert bajnoki címet.
Felnőtt Európa-bajnokságon két alkalommal, először 1989-ben Brüsszelben, majd 1990-ben Athénban vett részt. Az előbbin talajon és ugrásban szerzett egy-egy bronzérmet, az utóbbin ugrásban lett ezüstérmes.
Első felnőtt világbajnokságán 1989-ben Stuttgartban a csapattal (Daniela Silivaș, Gabriela Potorac, Eugenia Popa, Aurelia Dobre, Lăcrămioara Filip) és ugrásban ezüst-, talajon bronzérmet szerzett, egyéni összetettben pedig a negyedik helyen végzett. A következőn, 1991-ben Indianapolisban már a bajnoki címet szerezte meg talajon, bronzérmet egyéni összetettben és a csapattal (Lavinia Miloșovici, Vanda Hădărean, Mirela Pașca, Maria Neculiță, Eugenia Popa), továbbá negyedik helyet ugrásban, hetediket felemás korláton és nyolcadikot gerendán.
Az 1992. évi nyári olimpiai játékokon Barcelonában a csapattal (Lavinia Miloșovici, Gina Gogean, Vanda Hădărean, Maria Neculiță, Mirela Pașca) ezüst-, talajon pedig bronzérmet szerzett, továbbá egyéni összetettben és ugrásban negyedik helyezést ért el.

### Visszavonulása után
Az 1992-es olimpiát követő visszavonulása után rövid ideig Milánóban volt edző.
Romániába visszatérve a Bukaresti Testnevelési és Sportegyetemen diplomázott, kommentátorként dolgozott a Román Televíziónál és rövid ideig edző is volt. 1994 után egy évig a Man-szigeten, aztán Kanadában letelepedve az ontariói Hamiltonban edzőként tevékenykedett.
1998-ban Romániába visszatérve házasságot kötött Gabriel Țânțaruval, aki követte őt Kanadába, és akivel 2003 óta Hamiltonban World Class Gymnastics néven saját tornatermet vezetnek. 
Két gyerekük született: 1999-ben Elisa Raluca nevű lányuk, 2002-ben egy fiuk.

## Díjak, kitüntetések
A Román Torna Szövetség 1987 és 1992 között hat egymást követő évben beválasztotta az év tíz legjobb női sportolója közé.
1989-ben Kiváló Sportolói címmel tüntették ki.
2000-ben a Hűséges Szolgálat Nemzeti Kereszt III. osztályával tüntették ki.